# Луфа
Луфа (на латински: Luffa) е род тропически и субтропични лози от семейство Тиквови (Cucurbitaceae).
В ежедневната нетехническа употреба луфа обикновено се отнася до плодовете на видовете Luffa aegyptiaca и Luffa acutangula. Култивира се и се консумира като зеленчук, но трябва да се бере в млада фаза на развитие, за да бъде годна за консумация. Зеленчукът е популярен в Индия, Китай, Непал, Бутан, Бангладеш и Виетнам. Когато плодът е напълно узрял, той е много влакнест. Напълно развитият плод е източникът на гъбата за почистване луфа, която се използва в бани и кухни.

## Етимология
Името luffa е заимствано от европейски ботаници през XVII век от египетското арабско име на египетски арабски: لوف (lūf).

## Употреба

### Фибри
Плодовата част на L. aegyptiaca може да бъде оставена да узрее и да се използва като гъба за баня или кухня, след като бъде обработена, за да се отстрани всичко освен мрежата от ксилемни влакна. Ако луфата се остави да узрее напълно и след това се изсуши върху лозата, месестата част изчезва, оставяйки само влакнестата част и семената, които могат лесно да се изтръскат. Луфата се използва като скраб за тяло под душа.
В Парагвай от луфа, комбинирана с други растителни вещества и рециклирана пластмаса, се правят панели, които могат да се използват за създаване на мебели и строителство на къщи.

### Храна
Видовете от род луфа са много популярен хранителен продукт. Има различни начини за приготвянето им, включително в супи или пържени.
В северноиндийските щати, говорещи хинди, луфата се нарича торай (на хинди: तोरई), и се вари като зеленчук. В източните щати се нарича също ненуа, а в Централна/Западна Индия, особено в Мадхя Прадеш, се нарича гилки (на хинди: गिल्की). В Гуджарат луфата е известна като турия или туря (તુરીયા), както и гисори или гисора на езика Kutchi. Там е много популярен зеленчук, който обикновено се приготвя с обилен доматен сос и гарниран със зелени люти чушки и пресен кориандър.
В Непал и индийските щати, говорещи непалски език, се нарича гираула (घिरौंला). Там обикновено се приготвя с домати и картофи и се сервира с ориз.
В Бангладеш и индийския щат Западен Бенгал е известна като дудул (на бенгалски: ধুঁধুল) и е популярен зеленчук. Яде се пържен или варен със скариди, риба или месо.
Във виетнамската кухня кратуната е често срещана съставка в супи и пържени ястия.
В Япония се нарича хечима (на японски: へちま) и се отглежда в цялата страна през лятото. Обикновено се използва като зелен зеленчук в традиционни ястия на островите Рюкю. В други региони се отглежда и за цели, различни от храна – като гъба или за нанасяне на сапун, шампоан и лосион.